# Liga para a Proteção da Natureza
A Liga para a Protecção da Natureza (LPN) (Portugal, 1948) MHIH • MHM • MHIP é uma organização não governamental de ambiente (ONGA) de Portugal.

## História
É a mais antiga organização ambiental da Península Ibérica, foi criada em 1948, por intermédio do poeta português Sebastião da Gama, ao constatar a destruição gradual da Mata do Solitário na serra da Arrábida (local de culto para o poeta), pela mão de um empresário local.  Enviou o poeta uma carta a um professor do Instituto Superior de Agronomia, Carlos Manuel Leitão Baeta Neves, para salvar aquela mata da extinção. 

## Reconhecimento
Foi agraciada com os graus de Membro-Honorário da Ordem do Infante D. Henrique (9 de junho de 1994), Membro-Honorário da Ordem do Mérito (14 de julho de 1998) e Membro-Honorário da Ordem da Instrução Pública (27 de maio de 2018).